# Onthophagus gnu
Onthophagus gnu är en skalbaggsart som beskrevs av Frey 1955. Onthophagus gnu ingår i släktet Onthophagus och familjen bladhorningar. Inga underarter finns listade i Catalogue of Life.